# Zagórzyca
Zagórzyca (kaszb. Zôgòrzëca lub też Zagòrzëce, niem. Sageritz) – wieś-ulicówka w Polsce położona w województwie pomorskim, w powiecie słupskim, w gminie Damnica nad rzeką Charstnicą. Wieś jest siedzibą sołectwa Zagórzyca w którego skład wchodzi również miejscowość Zagórzyczki.
W latach 1975–1998 miejscowość administracyjnie należała do województwa słupskiego.

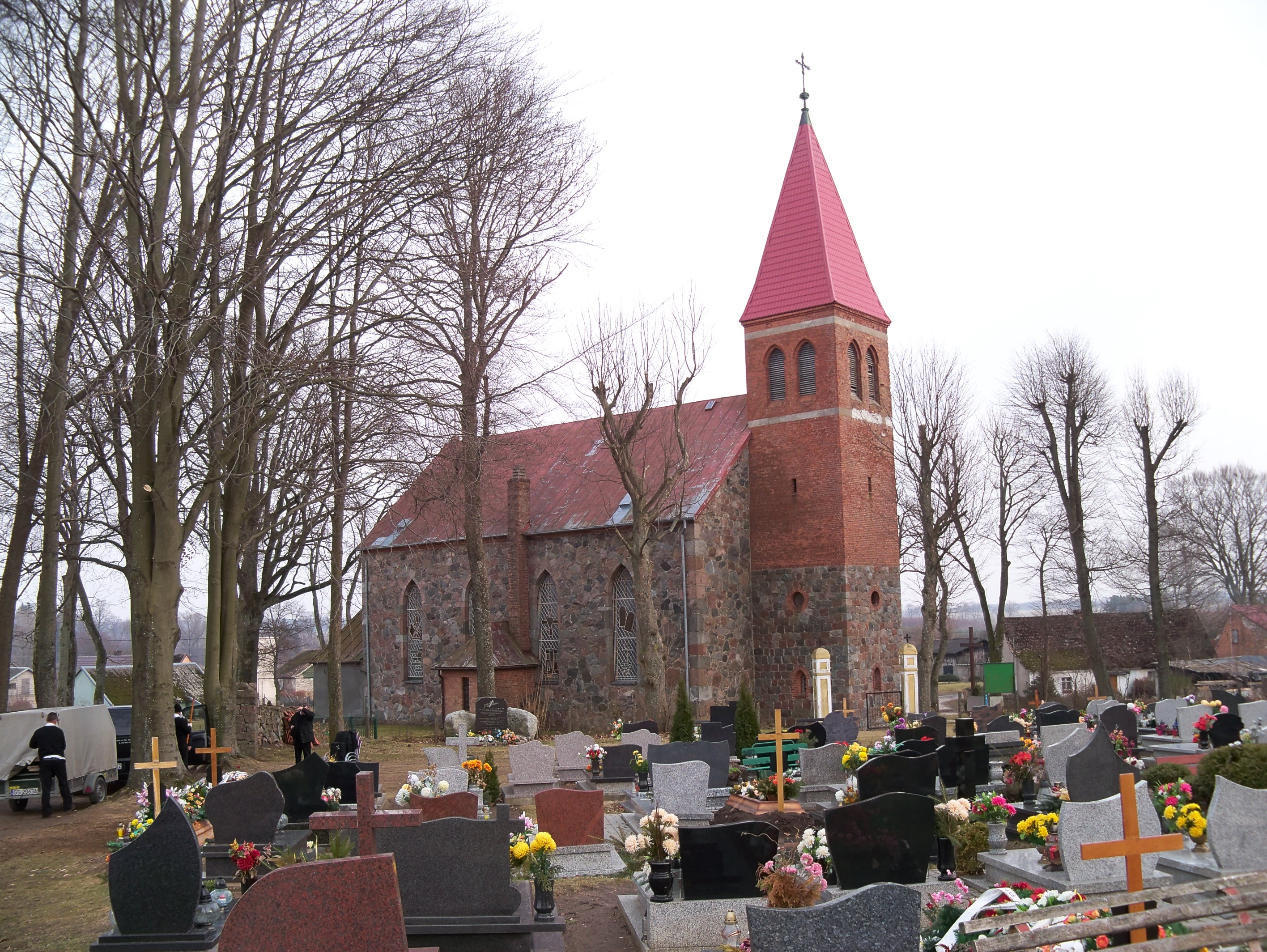
Kościół pw. św. Józefa w Zagórzycy

W centrum wsi znajduje się kościół rzymskokatolicki pw. św. Józefa (dawniej ewangelicki) z 1844 wykonany w stylu neogotyckim, zbudowany z kamienia. Ze źródeł historycznych wynika, że wstępnie na jego miejscu miał znaleźć się Zamek Książąt pomorskich, ale po rozpoczęciu budowy Słupsk zbuntował się i zburzył rozpoczętą budowę. Z gruzów pozostałych ze zniszczonej budowli, po pewnym czasie chłopstwo zmobilizowało się i wzniosło świątynię.

## Nazwa
Nazwa, wzmiankowana po raz pierwszy w formie Sagerick w 1440, ma pochodzenie słowiańskie i charakter topograficzny. Powstała przez dodanie do wyrażenia przyimkowego *za gorojǫ „za górą” formantu -ica. Friedrich Lorentz odnotował formę nazwy w lokalnych gwarach słowińskich: Zågʉ̀ɵ̯řäcä wraz z nazwami mieszkańców, zarówno z pominiętym formantem -ic-: Zãgɵřȯu̯n, Zãgɵřȯu̯nkă „zagórzyczanin, zagórzyczanka”, jak i w postaci pełnej: Zãgɵřäčȯu̯n, Zãgɵřäčȯu̯nkă „ts.”. Niemiecka nazwa Sageritz jest adaptacją fonetyczną pierwotnej nazwy słowiańskiej.
Rada Języka Kaszubskiego proponuje kaszubską formę nazwy Zagórzëca.